# Joplin
Joplin — бесплатное, кроссплатформенное приложение с открытым исходным кодом для создания заметок и списков дел. Может работать с большим количеством заметок, организованных в блокноты. Заметки можно искать, копировать, помечать и изменять как непосредственно в приложении, так и в сторонних текстовых редакторах. Заметки представлены в формате Markdown.

## История
Joplin назван в честь рэгтайма композитора и пианиста Скотта Джоплина.
Лоран Козик начал работу над Joplin в 2016 году, а первая версия для Android была выпущена 28 июля 2017 года.
Первая общедоступная версия настольного приложения была выпущена 20 ноября 2017 года под номером 0.10.19.
Web Clipper для Chrome был представлен в декабре 2017 года, а расширение для Firefox было выпущено в мае 2018 года.
В 2021 году был представлен новый облачный сервис Joplin Cloud вместе с локальным приложением Joplin Server. Оба продукта можно использовать для синхронизации заметок, списков дел, блокнотов и данных заметок между устройствами, а также для обмена заметками или блокнотами с другими пользователями Joplin или даже для публикации контента в Интернете.